# نیکولای آلهو
نیکولای آلهو (فنلاندی: Nikolai Alho؛ زادهٔ ۱۲ مارس ۱۹۹۳) بازیکن فوتبال اهل فنلاند است.
از باشگاه‌هایی که در آن بازی کرده‌است می‌توان به باشگاه فوتبال هلسینکی اشاره کرد.
وی همچنین در تیم‌های ملی فوتبال زیر ۲۱ سال فنلاند و فنلاند بازی کرده‌است.